# Справа ковбас

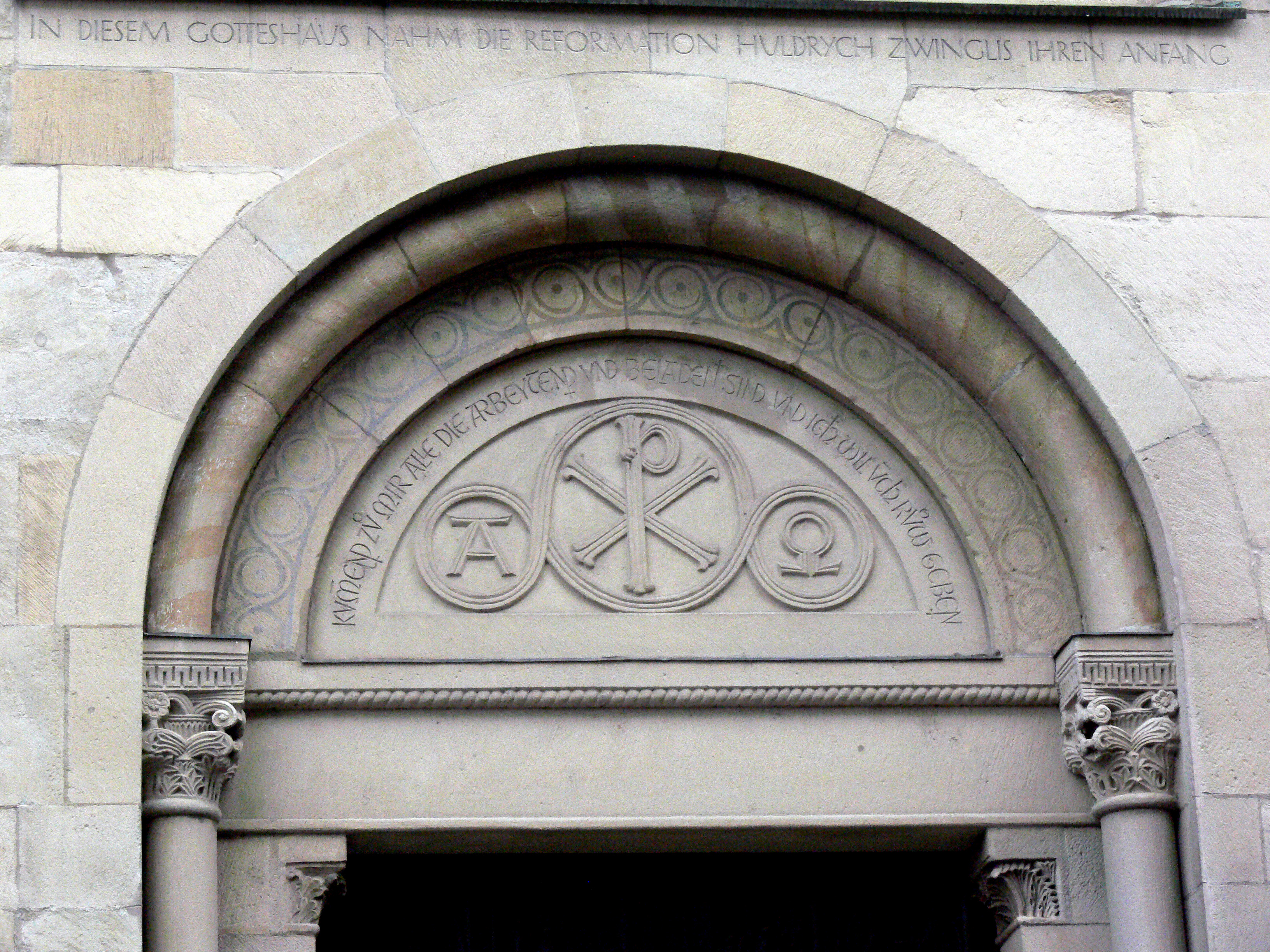
Рельєф над порталом Гроссмюнстера у Цюриху з написом: «У цьому Божому домі почалася Реформація Ульріха Цвінглі».

«Справа ковбас» (1522 рік) — подія, яка стала початком Реформації в Цюриху. Ульріх Цвінглі, пастор Гроссмюнстера у Цюриху, Швейцарія, очолив захід, публічно висловившись за вживання ковбаси під час Великого посту. Цвінглі захищав таке споживання у проповіді під назвою «Von Erkiesen und Freiheit der Speisen» («Щодо вибору та свободи їжі»), в якій він стверджував, виходячи з доктрини Мартіна Лютера про Sola scriptura, що «християни вільні постити або не постити, бо Біблія не забороняє їсти м'ясо під час Великого посту».

## Історія

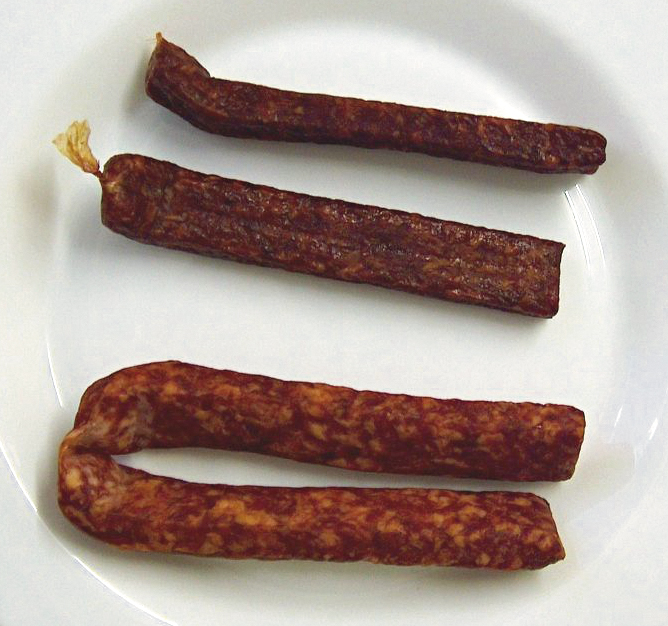
Копчені ковбаси

Ульріх Цвінглі був пастором у Цюриху і проповідував у спосіб, який асоціював його з Дезидерієм Еразмом і Мартіном Лютером. Його перший розрив із чинною на той час релігійною владою у Швейцарії стався під час Великого посту 1522 року, коли він був присутній під час поїдання ковбас у домі Крістофа Фрошауера, міського друкаря, який пізніше опублікував переклад Біблії, зроблений Цвінглі.
За словами Вільяма Роско Естепа, Цвінглі вже мав прихильність до ідей Реформації деякий час до події. У березні 1522 року його запросили взяти участь у ковбасній вечері, яку Фрошауер подавав своїм робітникам (які, як пізніше стверджував Фрошауер, були виснажені від випуску нового видання Послань святого Павла), а також різним сановникам і священникам. На вечері були присутні Лео Юд, Клаус Хоттінгер та Лоренц Хохрютінер, які пізніше стали відомі своєю участю у швейцарській Реформації. Трапеза включала швейцарські фаснахтскіхлі та кілька скибочок гострої копченої твердої ковбаси, яка зберігалася понад рік. Оскільки під час Великого посту їсти м'ясо було заборонено, ця подія викликала резонанс і привела до арешту Фрошауера.
Хоча він сам не їв ковбаси, Цвінглі поспішив захистити Фрошауера від звинувачень у єресі. У проповіді під назвою «Von Erkiesen und Freiheit der Speisen» («Щодо вибору та свободи їжі») Цвінглі стверджував, що піст має бути цілком добровільним, а не обов'язковим. За словами Майкла Рівза, Цвінглі виступав за позицію Реформації, згідно з якою Великий піст підпорядковується особистим рішенням, а не дисципліні, яку на той час підтримувала католицька церква. Цюрихська «Справа ковбас» була інтерпретована як демонстрація християнської свободи і вважається такою ж важливою для Швейцарії, як і 95 тез Мартіна Лютера у Віттенберзі для німецької Реформації.

## Вплив
Почувши про ситуацію, Гуго фон Гогенландберг, єпископ Констанца, був настільки шокований проповідями Цвінглі, що закликав надати мандат, що забороняє проповідування будь-якої доктрини Реформації в Швейцарії. Однак шкода вже була завдана, і Цвінглі став надзвичайно популярною та шанованою фігурою у швейцарському протестантизмі, захворівши та видужавши від чорної чуми та склавши шістдесят сім тез (схожих на Дев'яносто п'ять тез Мартіна Лютера). що відкидали кілька давніх вірувань Римської католицької церкви.

## У культурі
«Справа ковбас» є темою кантати Едварда Раштона "Geist und Wurst" ("Дух та ковбаса") 2015 року.
Справа також згадувалась у сезоні S британського шоу QI.